# Domino (maschera)

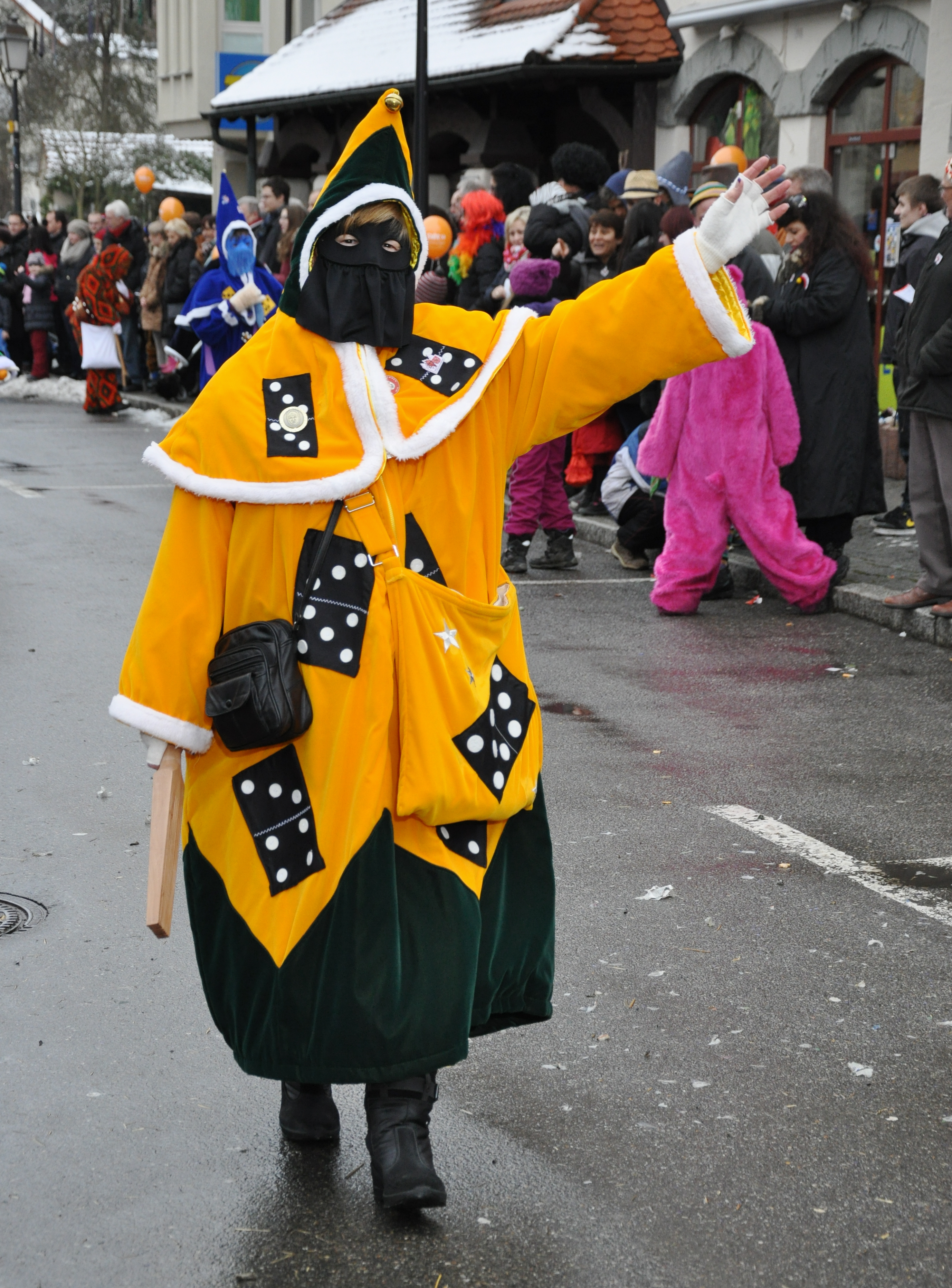
Un domino della Röllizunft, tradizionale corporazione carnevalesca di Siebnen

Il domino (plurale domini o domino) o dominò è una veste consistente in un lungo mantello o in una tunica con cappuccio, simile alle cappe di alcuni ordini religiosi ma con maniche e maschera per il viso. Tradizionalmente di seta e di colore nero, è un tipico travestimento carnevalesco diffusosi in tutta Europa a partenza dalla tradizione italiana. Domino è detta per metonimia anche la persona che indossa la maschera.

## Etimologia
Il nome del domino appare chiaramente legato al sostantivo latino Dominus («Signore») e parrebbe derivare dall'espressione benedicamus Domino («benediciamo il Signore»), vestigio dell'origine religiosa del costume. Il termine si ritiene penetrato in italiano attraverso il francese, intermediazione di cui reca traccia fonetica la variante dominò. Sempre dal francese deriva l'estensione del nome dalla maschera all'omonimo gioco, detto jeu de dominos («gioco di domini») per via del colore nero che accomuna la veste tradizionale e il retro delle tessere.

## Storia

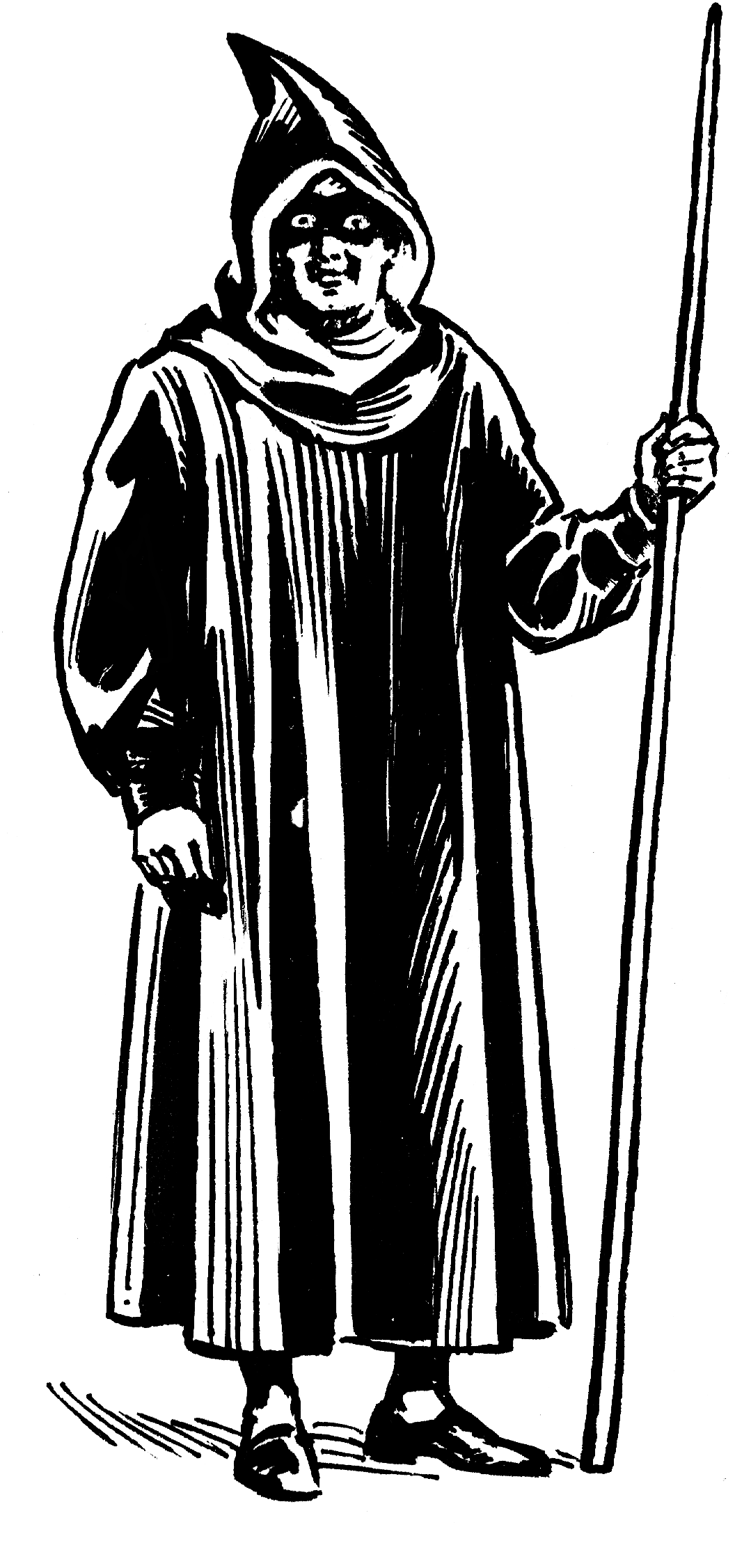
Uomo in domino (archivi di Pearson Scott Foresman, Stati Uniti)

Il domino era in origine la veste di alcuni ordini monastici, particolarmente spagnoli e italiani, i cui membri usavano con esso proteggersi dalle intemperie nei mesi invernali. Dal XVI secolo in poi fu adottato nella mondanità, definendo gradualmente la propria forma fino all'Ottocento e assumendo funzione di travestimento nei balli in maschera, nel veglione, nel carnevale.
Nel XVIII secolo il domino iniziò a essere vivacemente decorato di nastri, pizzi, fiocchi, fiori, toppe, lacci, falpalà e simili ornamenti, e rimase stabilmente in voga come travestimento sia maschile sia femminile. La tendenza alla decorazione del costume raggiunse il suo apice nel secolo seguente, adattandosi alla moda dell'epoca. Dalla prima metà dell'Ottocento il domino si presenta chiuso anteriormente, in genere con cappuccio rimovibile. In tale forma si è conservato nella sua funzione di maschera carnevalesca.

## Confezione
Il domino tradizionale è di seta, talvolta in parte di velluto, così come i suoi accessori. Il colore originario è il nero, ma a partire dallo stile rococò si diffusero altre tinte come il bianco, il verde, l'azzurro, il rosa; quest'ultimo, secondo quanto attestato in Germania da documenti d'epoca e opere figurative, fu uno specifico privilegio di classe della nobiltà berlinese.

## Diffusione
Il domino si è diffuso in tutta Europa dall'Italia e precisamente da Venezia. In Russia, in passato, fu l'unico costume ammesso nelle feste da ballo in maschera di Pietroburgo. Esso affianca le maschere tradizionali nel carnevale svevo-alemanno dal sud della Germania alla Svizzera centrale, e gioca come figura tipica un ruolo di rilievo nei carnevali di strada del canton Svitto.
La maschera ha preso piede ed è diventata tradizione popolare in diversi centri dell'Italia meridionale, come Barrafranca, Bisacquino, Paternò in Sicilia o Lavello in Basilicata. In Sicilia ha conosciuto diverse varianti di colore e tessuto (seta o raso a seconda del ceto sociale), avvicinandosi in alcune tradizioni al costume di Arlecchino e sovrapponendosi in altre al tipico caffettano islamico che ne rappresenta un'origine alternativa. A Venezia, per contro, la maschera in domino pare aver rappresentato un travestimento esclusivo ed elegante, usato da pochi come variante della bautta. a [Carloforte] sull’[Isola di San Pietro] in Sardegna il Domine o Dominu è da annoverare fra le maschere della tradizione (insieme al gattu, al dotù, il fiocca la neve etc…). Considerata una maschera da signori (benestanti sia per uomini sia per donne), era costituita da una cappa nera di raso l seta orlata di un pizzo colorato. Il camuffamento del viso era garantito dalla mezza mascherina nera con volant o dalla maschera in cartapesta e cera. 

## Ricezione culturale

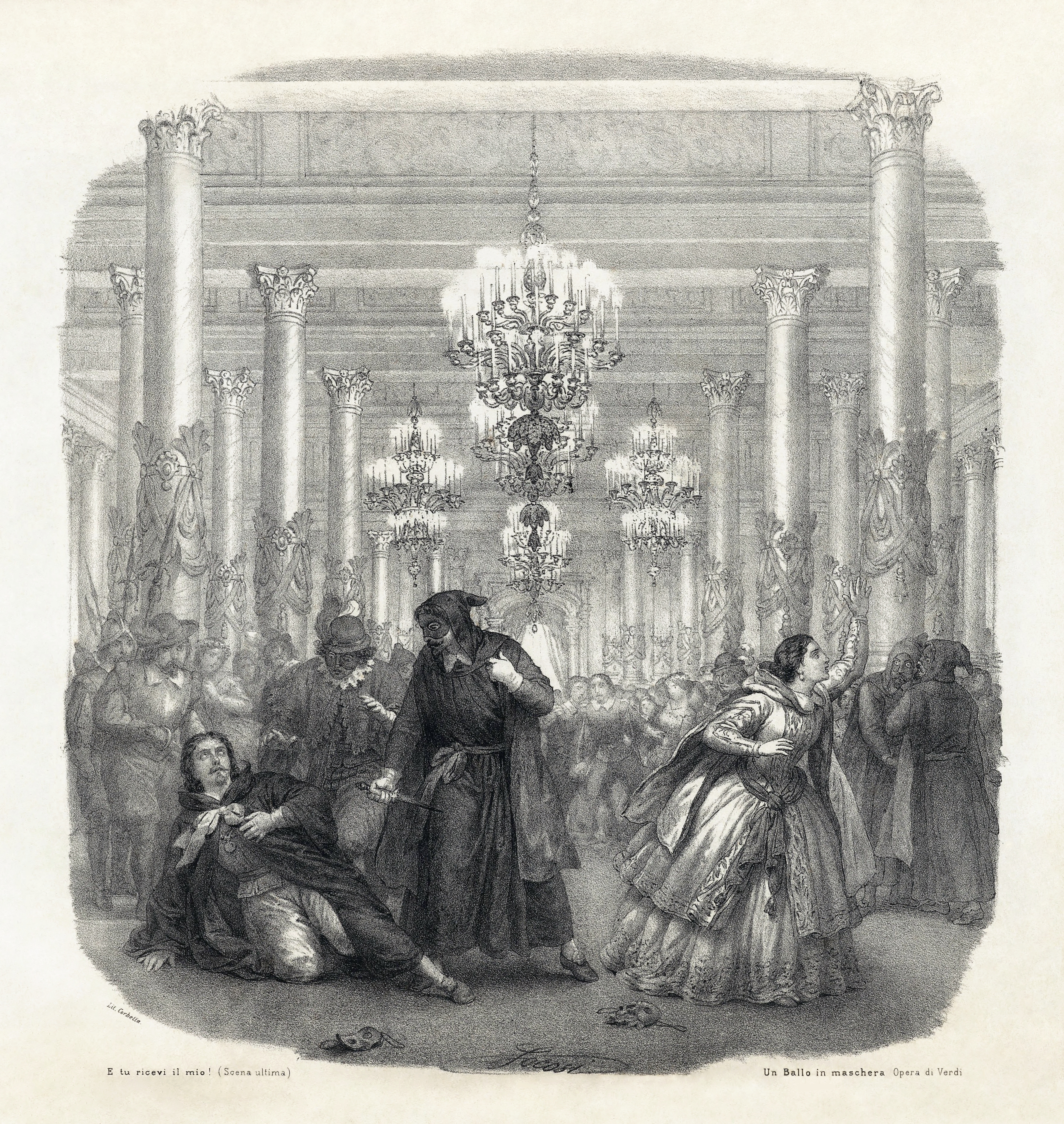
Riccardo assassinato da un domino nel frontespizio di Un ballo in maschera, Ricordi, 1860

Maschera elegante e misteriosa, il domino ha ispirato opere liriche sia comiche (Il domino nero di Auber su libretto di Eugène Scribe, 1837) sia drammatiche (Un ballo in maschera di Verdi, su libretto di Antonio Somma, 1859; quest'ultima, già intitolata Una vendetta in domino, si rifà a una precedente opera di Auber, Gustave III, ou Le Bal masqué, sempre su libretto di Scribe).
Ancora in ambito musicale, è sempre un domino il protagonista della romanza op. 34 n. 3 Maska di Taneev (1912) su testo di Jakov Polonskij, dove si legge un esempio in russo dell'uso metonimico del termine per indicare la persona mascherata.
(Jakov Polonskij, Maska)